# Colin Blunstone

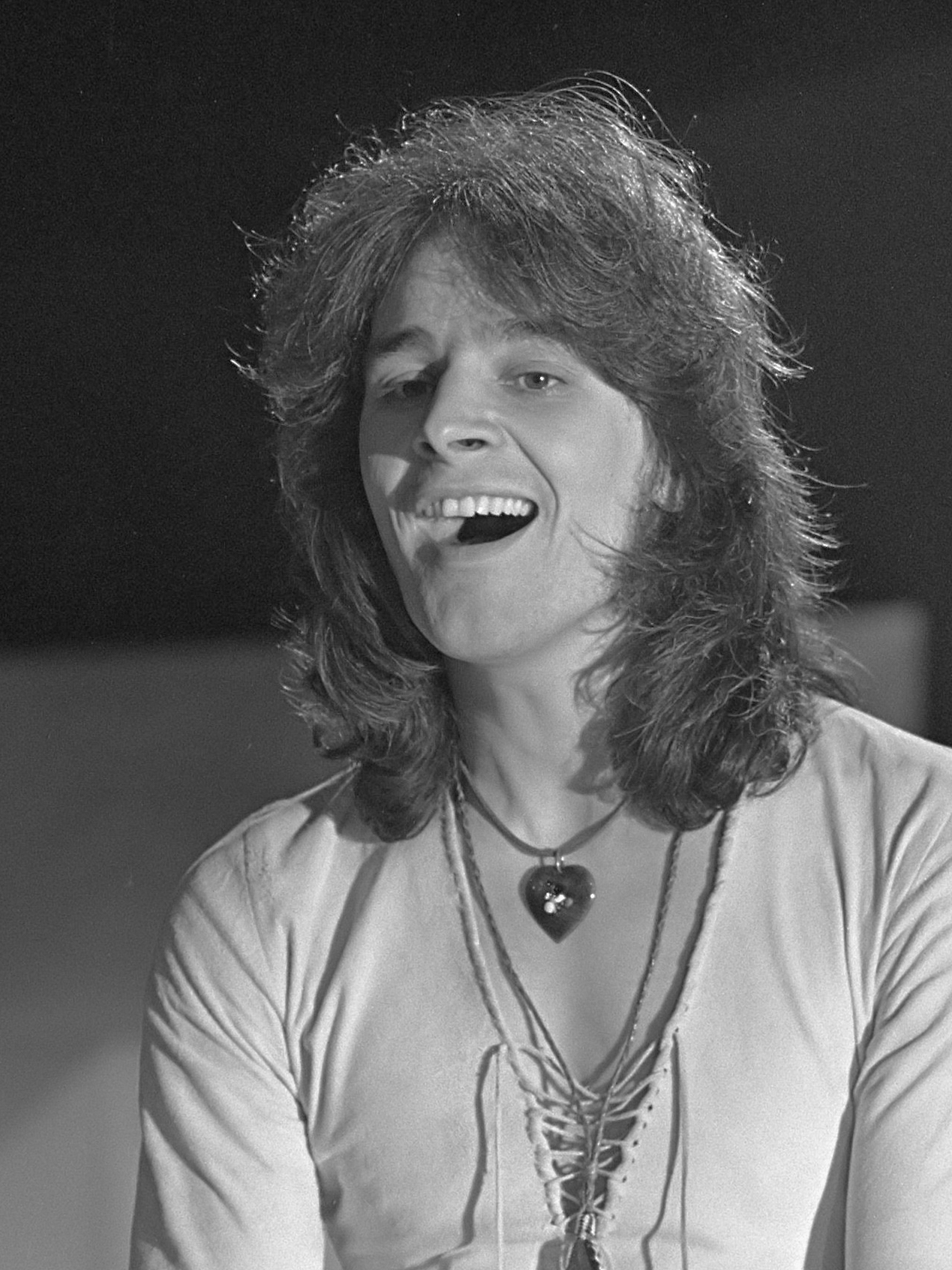
Colin Blunstone (1973)

Colin Blunstone, född 24 juni 1945 i Hatfield i Hertfordshire i England, är en brittisk sångare, gitarrist, och låtskrivare . Blunstone var under 1960-talet sångare i den brittiska popgruppen The Zombies från dess bildande 1961 tills gruppen upplöstes 1967. Han sjunger på gruppens tre kändaste låtar, "She's Not There", "Tell Her No" och "Time of the Season". Under 1970-talet släppte han musik som soloartist på Epic Records och fick en engelsk hitsingel 1972 med låten "Say You Don't Mind" som nådde #15 på UK Singles Chart. Även nästa singel, "I Don't Believe In Miracles" blev en mindre hit samma år och nådde #31 på brittiska listan.
Under 1980-talet medverkade han på några album av den progressiva rockgruppen The Alan Parsons Project. Från 2000-talet och framåt har han åter uppträtt tillsammans med Rod Argent och andra musiker som The Zombies.

## Diskografi, soloalbum
- One Year, 1971
- Ennismore, 1972
- Journey, 1974
- Planes, 1977
- Never Even Thought, 1978
- Late Nights in Soho, 1979
- The Light Inside, 1998
- The Ghost of You and Me, 2009